# Petrești (Alba)
Petrești (veraltet Petrifalău; deutsch Petersdorf, siebenbürgisch-sächsisch Piterschdref, ungarisch Péterfalva) ist ein rumänisches Dorf im Kreis Alba in Siebenbürgen. Es gehört verwaltungstechnisch zur Stadt Sebeș (Mühlbach).
Der Ort ist auch unter den veralteten rumänischen Bezeichnungen Sânpetru und Petrești-Alba und der ungarischen Peterfalu bekannt.

## Lage

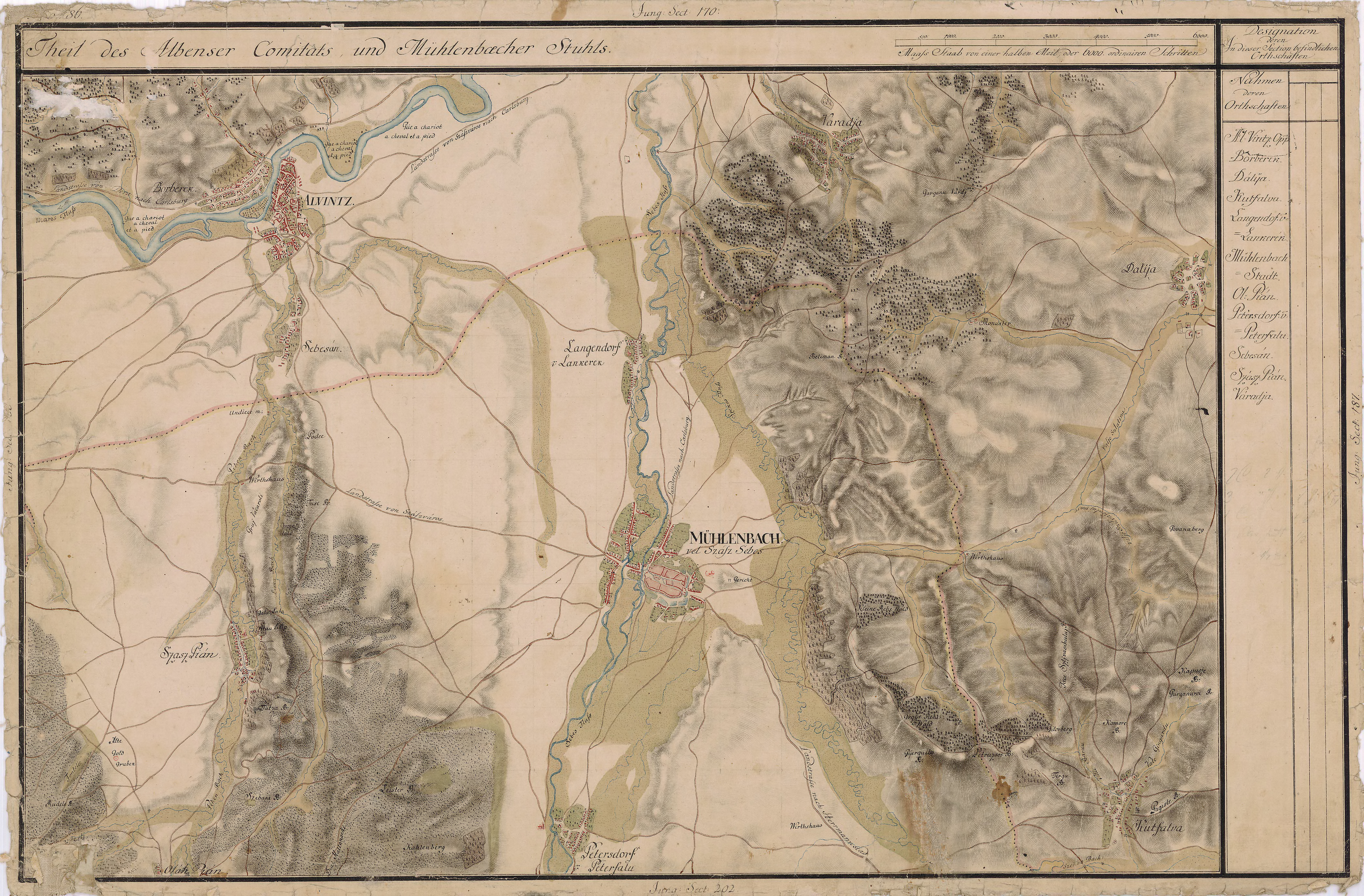
Petersdorf (ungarisch Peterfalu) in der Josephinischen Landaufnahme von 1769 bis 1773.

Das Dorf Petrești liegt circa vier Kilometer südlich der Stadt Sebeș, am Unterlauf des Sebeș – einem linken Zufluss des Mureș –, im Unterwald, im Südwesten des Siebenbürgischen Beckens. Im Süden des Kreises Alba, an der Nationalstraße (Drum național) DN67C – der so genannten Transalpina –, befindet sich der Ort ca. 21 Kilometer südlich von der Kreishauptstadt Alba Iulia (Karlsburg) entfernt. Südlich von Petrești wird das Mühlbacher Tal (Valea Sebeșului) rasch enger; dort befindet sich mit einer 22 Meter hohen Staumauer der Petersdorfer Stausee.
Die nur teilweise asphaltierte Transalpina oder der „Königs-Weg“ (Drumul Regelui) ist beim Pasul Urdele (2145 m) die höchstgelegene Nationalstraße Rumäniens in den Transsilvanischen Alpen.

## Geschichte
Auf dem Gebiet des Ortes – auf einem von den Einheimischen Groapa Galbănă genannten Areal – wurden Funde aus der Jungsteinzeit und der La-Tène-Zeit gemacht. Nach einem Bericht von K. Horedt aus dem Jahr 1951 wurden Nekropolen und Keramikteile vom Ende des 1. Jahrhunderts und dem Mittelalter gefunden.
Der Ort Petrești wurde erstmals 1309 unter der Bezeichnung villa Petri urkundlich erwähnt. Weitere Bezeichnungen waren 1368 villa Peterfalva, 1506 villa Petersdorff und 1532 Pyttersdorf.
Im Mühlbacher Stuhl auf Königsboden gelegen, wurde der Ort durch den Gräfen Henning und durch die im 16. Jahrhundert errichtete Papiermühle bekannt. Gräf Henning, der sich für die Rechte der sächsischen Siedler einsetzte, fiel 1324 in einer Schlacht bei Reps (Rupea).
Im 18. Jahrhundert wurden in Petersdorf evangelische Familien aus der Markgrafschaft von Baden-Durlach und Landler aus der Steiermark, angesiedelt.
In Petrești wurde Anfang August 2009 eine temporäre Ausstellung mit Exponaten der Petersdorfer Vergangenheit, der Papierfabrik sowie einer Bauernstube eröffnet.

## Wirtschaft
- Die Firma Elis Pavaje – der größte Hersteller von Pflastersteinen in Rumänien – ist seit 1991 in Petrești in Betrieb. Angefangen hat diese mit einer Produktion von ca. 17 m²/Tag. 2009 erzielte das Unternehmen mit ihren 350 Angestellten eine Tagesproduktion von ca. 8000 m², somit einen Jahresumsatz von 60 Millionen RON.[9]
- Die Papierfabrik von Petrești, 1854 errichtet,[6] 1873 von der Neusiedler AG Wien übernommen, wurde 1948 verstaatlicht. Beamte und Facharbeiter der Papierfabrik kamen aus Österreich, Böhmen, der Slowakei und Deutschland, welche vermutlich beim Aufbau der Fabrik beschäftigt waren.[10] Nach starker Vergrößerung der Anlage in den 1960er Jahren hat diese seit 1989 Überlebensschwierigkeiten. Die heutige Pehart Tec SA, Mitglied der MG TEC Grup,[11] ist mit der Herstellung von Tissue-Papier, Toilettenpapier, Küchentüchern und Servietten beschäftigt. Pehart Tec ist seit 2005 eine Aktiengesellschaft.[12]

## Bevölkerung
Die Bevölkerung des Ortes entwickelte sich wie folgt:
| 1850 | 1117 | 269  | 2  | 765  | 81  |
| 1930 | 2617 | 933  | 63 | 1505 | 116 |
| 1977 | 4167 | 2586 | 46 | 1138 | 397 |
| 1992 | 4120 | 3542 | 41 | 483  | 54  |
| 2002 | 4230 | 3957 | 38 | 189  | 46  |
| 2011 | 4176 | 3453 | 12 | 125  | 586 |

2002 wurde die größte Bevölkerungszahl des Ortes registriert. Der höchste Anteil der Rumänen war im Jahre 2002, der Deutschen 1930, der Ungarn (65) 1966 und der Roma 1977. Darüber hinaus bezeichneten sich 1880 drei, 1920 zwei, 1910 und 1977 je ein Einwohner als Slowake, 1890 einer als Serbe, 1992 einer und 2002 zwei als Ukrainer.
37 Männer wurden Opfer des Ersten Weltkriegs; im Zweiten Weltkrieg meldeten sich im Jahr 1943 281 Männer zur deutschen Wehrmacht und zur Waffen-SS. Im Januar 1945 wurden 329 Frauen und Männer zur Zwangsarbeit in die Sowjetunion verschleppt und die meisten erst nach 5 Jahren entlassen. Infolge des Zweiten Weltkrieges und der Zwangsarbeit in den Arbeitslagern waren 112 Todesopfer zu beklagen.
Wie überall in Siebenbürgen verließen vor und vor allem nach der Revolution von 1989 nahezu alle Siebenbürger Sachsen den Ort, um nach Deutschland auszuwandern.

## Sehenswürdigkeiten
- Die Ruinen einer dreischiffigen Basilika und des hohen Bergfrieds – am westlichen Ufer des Mühlbaches –, im 13. Jahrhundert errichtet, vom evangelischen Friedhof des Ortes umgeben, stehen unter Denkmalschutz.[3] Nach mehreren kriegerischen Zerstörungen und Erdbeben wurde die Kirche zuletzt 1681 renoviert[15] und 1854 abgetragen.[6]
- Die evangelische Dorfkirche, 1805 errichtet.[15]
- Das Mahnmal für die Opfer der beiden Weltkriege, 2001 von der sächsischen und der rumänischen Bevölkerung gemeinsam errichtet,[15] steht vor der neuen rumänisch-orthodoxen Kirche.[16]

## Persönlichkeiten
- Simon Schobel (* 1950), Handballspieler und -trainer